# Badische Kommunale Landesbank

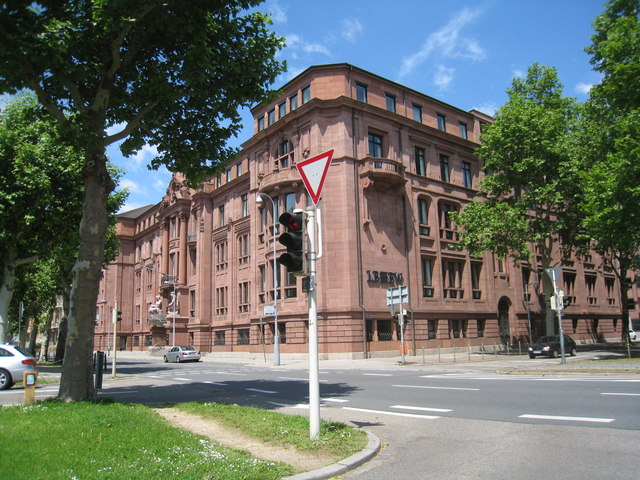
Früherer Hauptsitz der BaKoLa in der Augustaanlage 33 in Mannheim. Heute einer der Hauptsitze der LBBW.

Die Badische Kommunale Landesbank, auch BaKoLa genannt, war ein öffentlich-rechtliches Kreditinstitut mit Hauptsitz in Mannheim. Die ausführliche Bezeichnung lautete seit 1929 Badische Kommunale Landesbank – Girozentrale, öffentliche Bank- und Pfandbriefanstalt Mannheim. Ihre Rechtsnatur war die einer Anstalt des öffentlichen Rechts.

## Geschichte
Im Jahre 1917 entstand als Institution des Giroverbandes der badischen Gemeindesparkassen die Badische Sparkassen-Girozentrale Mannheim. Den Status einer Kommunalbank erlangte sie ein Jahr später, im Jahre 1918, als das Tätigkeitsfeld des Instituts um die Bereiche des kommunalen Geld- und Kreditverkehrs, der Geldvermittlung, des Geldausgleichs und des Privatkreditgeschäfts erweitert wurde. Ab dem Jahre 1920 übte die Bank ihre Geschäftstätigkeit – mit dem Giroverband als Träger – unter der Bezeichnung Badische Girozentrale – öffentliche Bankanstalt aus. In den Folgejahren 1921 bis 1923 wurden zudem Zweigniederlassungen in Darmstadt, Freiburg und Karlsruhe errichtet.
Während der Amtszeit von Erwin Gugelmeier (1927–1932) als erstem hauptamtlichen Präsidenten des Badischen Sparkassen- und Giroverbandes erfolgte durch Aufnahme des Hypothekengeschäfts die Erweiterung der Bank zum Realkreditinstitut. Ferner wurde dem Institut, als Voraussetzung dafür, die Rechtsfähigkeit verliehen. In der Folge änderte sich 1929 schließlich die Bezeichnung der Bank in Badische Kommunale Landesbank – Girozentrale, öffentliche Bank und Pfandbriefanstalt Mannheim.
Während des Zweiten Weltkrieges wurde das Geschäftsfeld der Bank auch auf das durch das Deutsche Reich besetzte Elsass ausgeweitet. So wurde 1940 eine Zweiganstalt in Straßburg gegründet, indem man die Stadtsparkasse Straßburg in eine Zweigniederlassung der BaKoLa umwandelte.
Das Ende des Zweiten Weltkrieges brachte eine durch die im besetzten Deutschen Reich errichteten Besatzungszonen hervorgerufene Spaltung des Badischen Sparkassen- und Giroverbandes mit sich: Ein französisch besetztes südbadisches Verbandsgebiet und ein amerikanisch besetztes nordbadisches Verbandsgebiet. Diese Spaltung konnte auch erst Mitte der 1950er Jahre überwunden werden, nachdem das Land Baden-Württemberg neu gebildet wurde.
Die BaKoLa selbst konnte einer Teilung entgehen, auch wenn es Bestrebungen und Versuche gab, die Zweiganstalt Freiburg mit eigener Rechtspersönlichkeit auszustatten. Immerhin wurde ein südbadischer Verwaltungsrates gebildet, eine Tatsache, die vom Direktorium in der Hauptanstalt (Mannheim) als geringeres Übel hingenommen wurde, um eine rechtliche Verselbständigung der Zweiganstalt zu vermeiden. Die Einheit der Bank blieb – trotz Zonentrennung – weiterhin bestehen. Auf dem Gebiet der amerikanischen Besatzungszone agierte die BaKoLa-Hauptanstalt in Mannheim. Im Einflussbereich der französischen Besatzungszone lag die Zuständigkeit bei der Zweiganstalt in Karlsruhe. Die Zweiganstalt in Freiburg übernahm die Funktion als Girozentrale für Südbaden.

## Fusion mit der Landesbank Stuttgart
Im Jahre 1988 beschlossen der Badische und Württembergische Sparkassen- und Giroverband die Vereinigung der jeweiligen Landesbanken. So fusionierte gegen Ende des Jahres 1988 die Badische Kommunale Landesbank mit der Landesbank Stuttgart – Girozentrale, die 1987 aus der bis dahin existierenden Württembergischen Kommunalen Landesbank – Girozentrale, auch WüKoLa genannt, hervorgegangen war. Produkt dieses Zusammenschlusses war schließlich die Südwestdeutsche Landesbank (SüdwestLB).